# 苏亚克 (洛特省)
苏亚克（法語：Souillac，法語發音：[sujak]），法国西南部城市，奥克西塔尼大区洛特省的一个市镇，隶属于古尔东区，其市镇面积为25.92平方公里，2022年1月1日时人口数量为3,199人，在法国城市中排名第3,399位。
苏亚克位于洛特省北部，多尔多涅河畔，是一个区域性的中心城市，莱索布赖－蒙托邦铁路和A20高速公路由此通过。

## 地名来源
“苏亚克”一名来源尚存在争议。根据法国文学家加斯东·巴扎尔格的论述，“苏亚克”一名来源于当地历史上的一名叫“Solius”的领主；而根据当地官方网站的论述，“苏亚克”一名来源于凯尔特语单词“Souilh”，意为“有野猪活动的沼泽地”，这也是当地市镇徽章上野猪图案的起源。
苏亚克所处的凯尔西地区历史上曾通用奥克语，“Souillac”对应的奥克语名称为“Solhac”，其中的“-ac”是法国南部一个常见的地名后缀，意为“XX的领地”。
法国大革命期间，因苏亚克一名带有封建色彩，该市镇一度被共和派更名为“Trente-un-Mai”，意为“5月31日”。

## 历史

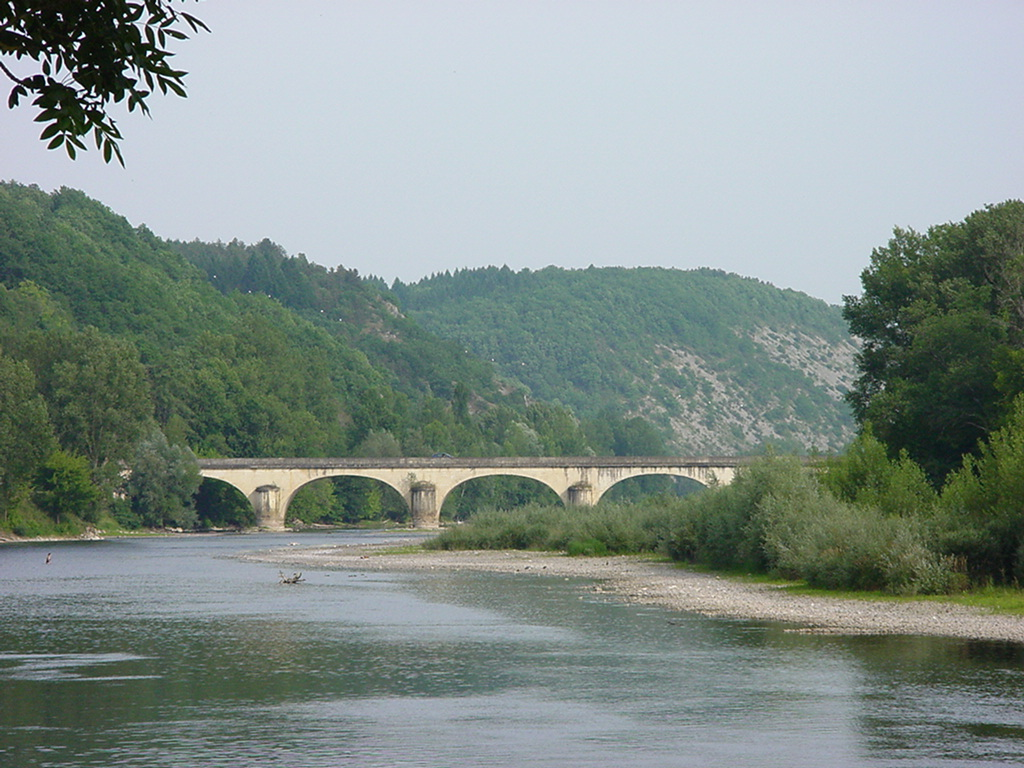
流经苏亚克的多尔多涅河

苏亚克附近区域曾有史前动物活动的遗迹。苏亚克的早期建城史尚不清楚，其所在的多尔多涅河谷地区曾在公元八至九世纪间先后被阿拉伯人和诺曼人占领。苏亚克于公元909年首次在欧里亚克伯爵热罗（Géraud）的遗嘱中被提及，此后，该区域被蒂雷讷伯爵继承。12世纪时，苏亚克附近建成了城墙，并出现了五个不同方向的城门，城内则出现了一处修道院。英法百年战争期间，苏亚克曾被英格兰军队占领并破坏，其城市直至15世纪才得到重建。宗教战争期间，苏亚克被新教徒攻占。17世纪后，苏亚克修道院被圣莫尔教会控制。法国大革命后，苏亚克成为洛特省的一个市镇。圣艾蒂安拉孔布（Saint-Étienne-Lacombe）、布尔佐勒（Bourzoles）和博勒波（Beaurepos）三个市镇分别于1800、1806和1819年整体并入苏亚克。工业革命期间，交汇于苏亚克的莱索布赖－蒙托邦铁路和苏亚克－维耶康苏雅莱斯铁路相继建成通车，苏亚克一度成为一个区域性的铁路枢纽，直至1980年前往菲雅克方向的铁路关闭。1997年，途径苏亚克的A20高速公路建成通车。

## 地理

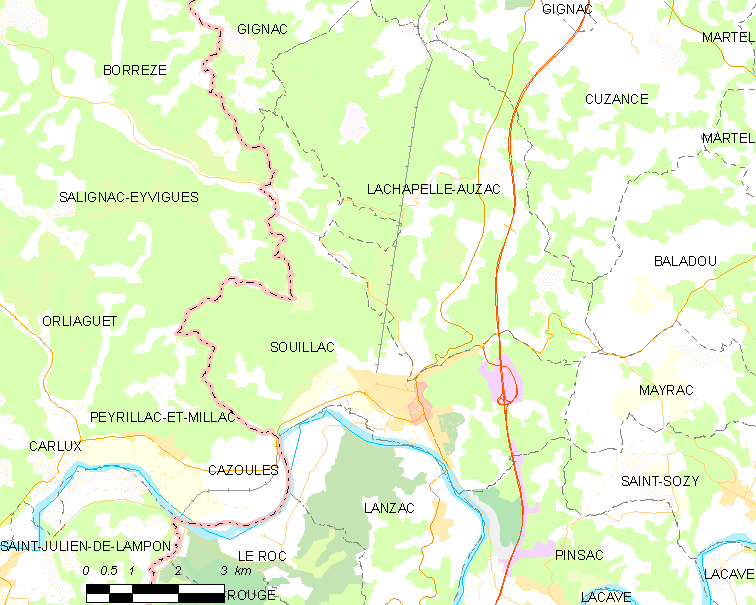
苏亚克市镇范围地图

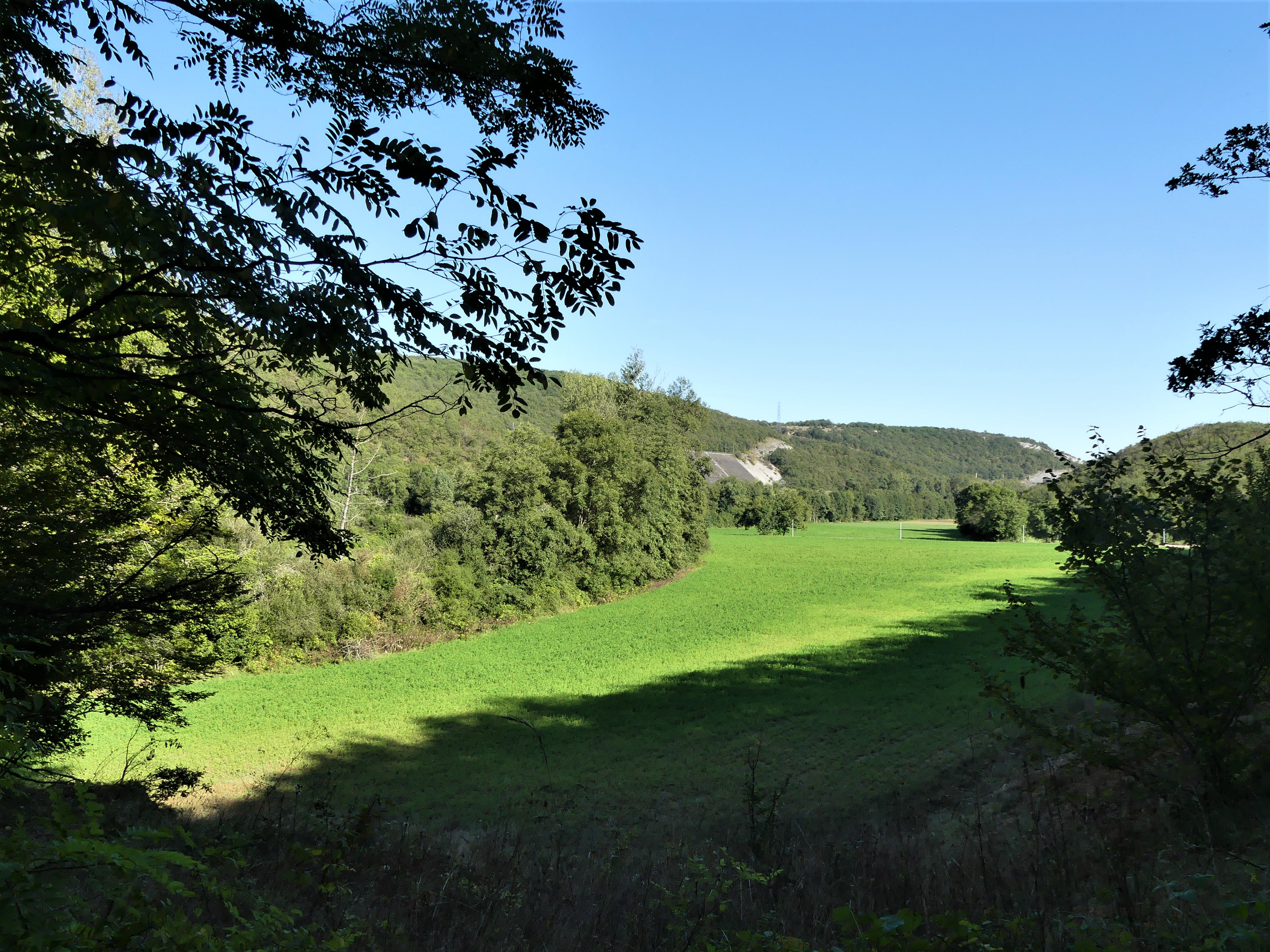
苏亚克附近的河谷景观

苏亚克位于法国西南部，奥克西塔尼大区的西北部和洛特省的北部，和多尔多涅省接壤，距离省会卡奥尔大约50公里。与苏亚克接壤的市镇包括：拉沙佩勒欧扎克、博雷兹、萨利尼亚克-埃维格、日尼亚克、朗扎克、潘萨克、迈拉克、佩克德莱斯佩朗斯。

### 地形
苏亚克位于法国中央高原西部，境内以丘陵为主，市中心位于一处三角形的河谷中，地势自多尔多涅河畔向两侧抬升，全境海拔在80至314米之间。

### 水文
苏亚克位于加龙河流域，多尔多涅河自东向西蜿蜒流经苏亚克市区南部，其右岸支流博雷兹河流经苏亚克市区，并在此汇入多尔多涅河。

### 植被
苏亚克属于温带阔叶混交林区，镇中心的代尔马公园（Parc Delmas）是当地主要的城市绿地，林地则广泛分布于河流附近及坡地地区。
在鲜花城市的评比中，苏亚克被评为2星级鲜花城市。

### 气候
苏亚克在柯本气候分类法中属于温带海洋性气候，因其纬度相对较低，故又有一定的亚热带特征，表现为日照时数略高于其它同气候区域。
距离苏亚克最近的常年气象站位于古尔东境内，以下为该气象站的数据：
| 古尔东 1981年－2019年 | 古尔东 1981年－2019年 | 古尔东 1981年－2019年 | 古尔东 1981年－2019年 | 古尔东 1981年－2019年 | 古尔东 1981年－2019年 | 古尔东 1981年－2019年 | 古尔东 1981年－2019年 | 古尔东 1981年－2019年 | 古尔东 1981年－2019年 | 古尔东 1981年－2019年 | 古尔东 1981年－2019年 | 古尔东 1981年－2019年 | 古尔东 1981年－2019年 |
| 月份                  | 1月                   | 2月                   | 3月                   | 4月                   | 5月                   | 6月                   | 7月                   | 8月                   | 9月                   | 10月                  | 11月                  | 12月                  | 全年                  |
| --------------------- | --------------------- | --------------------- | --------------------- | --------------------- | --------------------- | --------------------- | --------------------- | --------------------- | --------------------- | --------------------- | --------------------- | --------------------- | --------------------- |
| 历史最高温 °C（°F）   | 19.9 (67.8)           | 25.2 (77.4)           | 27.5 (81.5)           | 31.3 (88.3)           | 32.9 (91.2)           | 40.7 (105.3)          | 40.7 (105.3)          | 41.8 (107.2)          | 36.8 (98.2)           | 31.7 (89.1)           | 24.5 (76.1)           | 19.4 (66.9)           | 41.8 (107.2)          |
| 平均高温 °C（°F）     | 8.7 (47.7)            | 10.6 (51.1)           | 14.2 (57.6)           | 16.9 (62.4)           | 21 (70)               | 24.6 (76.3)           | 27.4 (81.3)           | 27.1 (80.8)           | 23.5 (74.3)           | 18.7 (65.7)           | 12.3 (54.1)           | 9.2 (48.6)            | 17.9 (64.2)           |
| 日均气温 °C（°F）     | 5.2 (41.4)            | 6.2 (43.2)            | 9.1 (48.4)            | 11.5 (52.7)           | 15.2 (59.4)           | 18.5 (65.3)           | 20.9 (69.6)           | 20.6 (69.1)           | 17.4 (63.3)           | 13.9 (57.0)           | 8.5 (47.3)            | 5.7 (42.3)            | 12.7 (54.9)           |
| 平均低温 °C（°F）     | 1.6 (34.9)            | 1.8 (35.2)            | 3.9 (39.0)            | 6 (43)                | 9.5 (49.1)            | 12.4 (54.3)           | 14.3 (57.7)           | 14.1 (57.4)           | 11.4 (52.5)           | 9.2 (48.6)            | 4.6 (40.3)            | 2.3 (36.1)            | 7.6 (45.7)            |
| 历史最低温 °C（°F）   | −19 (−2)              | −14.2 (6.4)           | −12.8 (9.0)           | −4.5 (23.9)           | −1.4 (29.5)           | 1.8 (35.2)            | 5.7 (42.3)            | 3.8 (38.8)            | 0.6 (33.1)            | −4.7 (23.5)           | −9 (16)               | −13.2 (8.2)           | −19 (−2)              |
| 平均降水量 mm（）     | 62.5 (2.46)           | 55.8 (2.20)           | 60.9 (2.40)           | 85.1 (3.35)           | 87.9 (3.46)           | 79 (3.1)              | 60 (2.4)              | 63.6 (2.50)           | 77.6 (3.06)           | 78.3 (3.08)           | 74.6 (2.94)           | 71.4 (2.81)           | 856.7 (33.73)         |
| 月均日照時數          | 100.5                 | 120.7                 | 173.9                 | 178.6                 | 213.7                 | 244.6                 | 262.1                 | 247.4                 | 207.8                 | 146.3                 | 93.2                  | 90.3                  | 2,079.1               |
| 来源：infoclimat.fr   |                       |                       |                       |                       |                       |                       |                       |                       |                       |                       |                       |                       |                       |

## 行政区划
苏亚克是法国奥克西塔尼大区洛特省的一个市镇，编号为46309。苏亚克隶属于古尔东区以及洛特省第二选区，管理苏亚克县，同时也是科斯-多尔多涅河谷市镇公共社区的办公驻地。
法国国家统计与经济研究所（简称）在进行数据统计时，将苏亚克及相邻的拉沙佩勒欧扎克设为苏亚克城市核心区，并将包括核心区在内的周边共6个市镇划为苏亚克城市区。自2020年起，苏亚克城市区被包含11个市镇的苏亚克城市辐射区代替。此外，还将苏亚克市镇整体设为一个“块区”（IRIS），以便于统计人口分布情况。

## 交通

### 公路
法国国家A20号高速公路经过苏亚克市区东部并设有55号出入口。另有多条洛特省省道在苏亚克境内交汇。奥克西塔尼大区下属的城际客运提供巴士线路，可前往圣但尼莱马尔泰勒，另有新阿基坦大区客运巴士可前往萨拉拉卡内达。
2018年，53.6%的苏亚克家庭拥有至少一辆私人汽车。2019年，苏亚克境内共发生各类交通事故1起，造成1人受伤。
| 图卢兹 | 171 |

| 卡奥尔 | 68 |

| 卡奥尔 | 64 |

| 菲雅克 | 64 |

| Brive | 40 |

| Sarlat | 28 |

| 蒂勒 | 70 |

| 古尔东 | 25 |

### 铁路

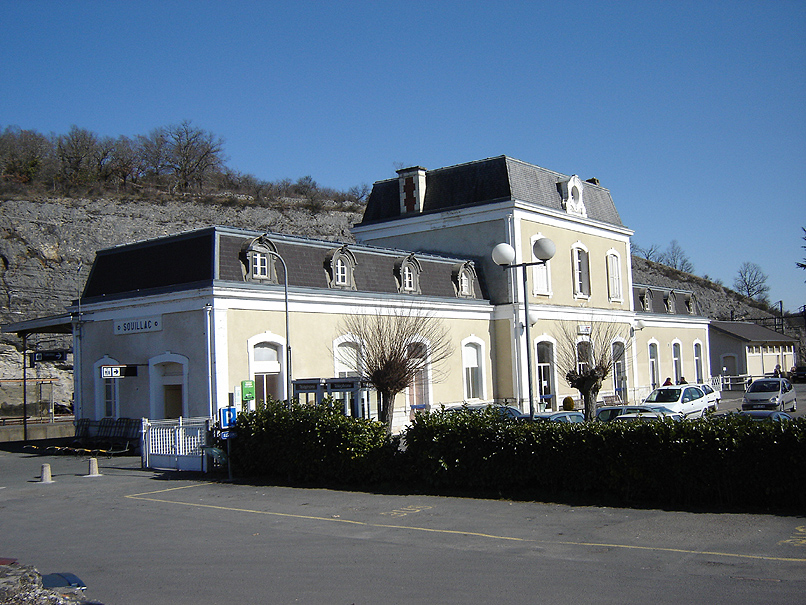
苏亚克火车站

苏亚克位于奥尔良－蒙托邦铁路线上。苏亚克站位于市区西北部，该站停靠往返于巴黎和图卢兹之间的城际列车，并停靠往返于图卢兹和布里夫拉盖亚尔德一线的区域列车。

### 航空
布里夫-苏亚克机场是一个地方民用机场，距离苏亚克市中心的公路里程约21公里，该机场开行前往多个城市的固定及季节性航班。

### 城市公共交通
截至2022年4月，苏亚克暂无城市公共交通系统。

## 政治

### 市政内阁

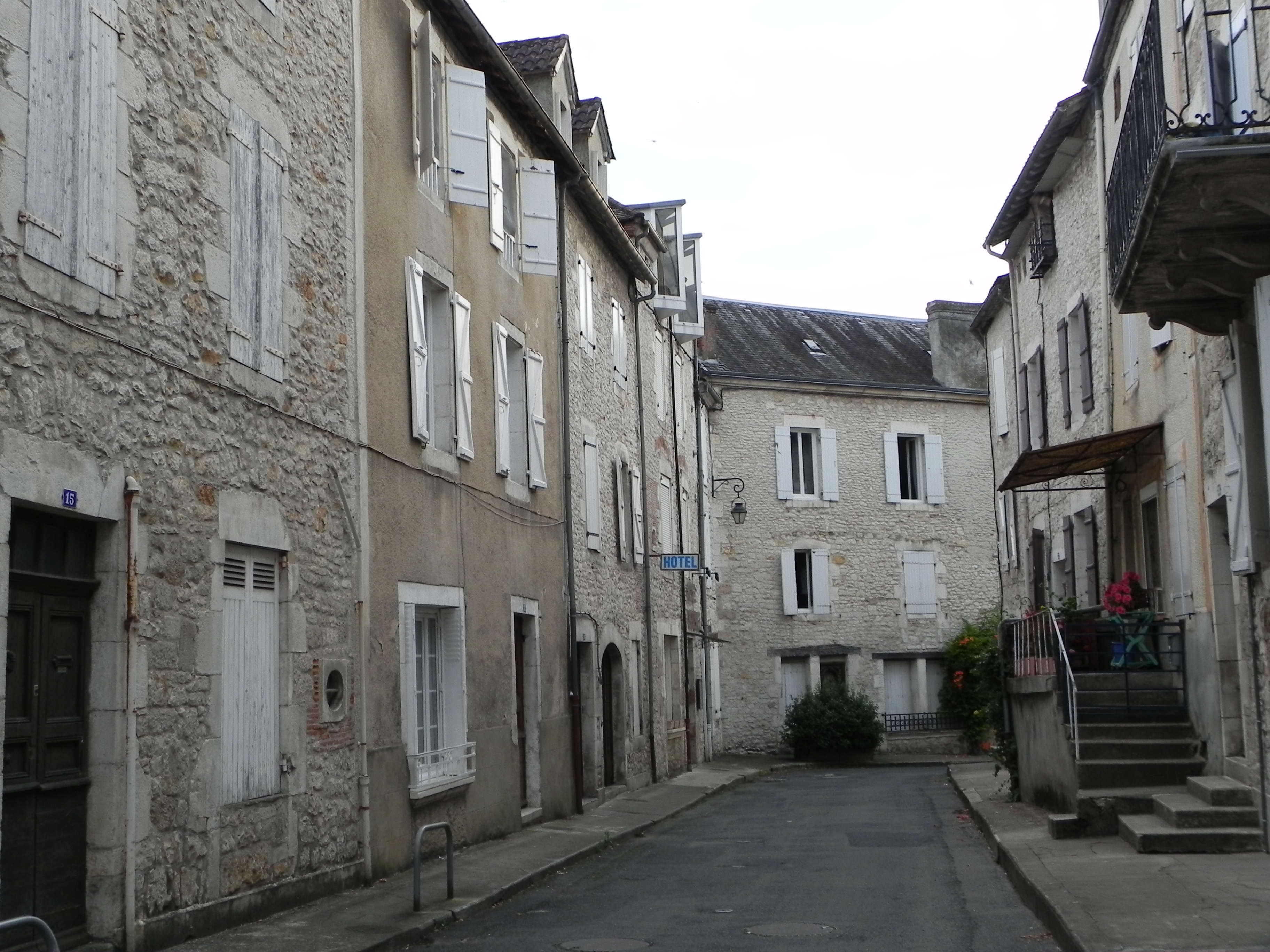
苏亚克市中心的一条街道

苏亚克的现任市长为吉勒·列比斯先生（Gilles LIÉBUS），他是共和国前进！的一名成员，在2020年的市政选举中获得了64.61%的支持率。
| 苏亚克历届市长 | 苏亚克历届市长                            | 苏亚克历届市长            |
| 任期           | 市长                                      | 党派                      |
| -------------- | ----------------------------------------- | ------------------------- |
| 1944年－1946年 | Jaurès CHAUDRU 饶勒斯·绍德吕              | PCF法国共产党             |
| 1946年－1952年 | Charles LOURADOUR 夏尔·卢拉杜尔           | 不详                      |
| 1952年－1958年 | Robert VEYSSET 罗贝尔·韦塞                | 不详                      |
| 1958年－1977年 | Jaurès CHAUDRU 饶勒斯·绍德吕              | PCF法国共产党             |
| 1977年－2008年 | Alain CHASTAGNOL 阿兰·沙斯塔尼奥尔        | RPR保衛共和聯盟           |
| 2008年－2014年 | Jean-Claude LAVAL 让-克洛德·拉瓦勒        | PS社会党                  |
| 2014年－2020年 | 让-米歇尔·桑富尔什 Jean-Michel SANFOURCHE | UMP人民运动联盟 →LR共和黨 |
| 2020年－       | Gilles LIÉBUS 吉勒·列比斯                 | LREM复兴                  |

### 各级选举
| 苏亚克历届投票选举结果 | 苏亚克历届投票选举结果 | 苏亚克历届投票选举结果 | 苏亚克历届投票选举结果 | 苏亚克历届投票选举结果      | 苏亚克历届投票选举结果 | 苏亚克历届投票选举结果 | 苏亚克历届投票选举结果                   | 苏亚克历届投票选举结果 | 苏亚克历届投票选举结果 |
| 选举项目               | 选举范围               | 选区单位               | 选举结果               | 选举结果                    | 选举结果               | 选举结果               | 选举结果                                 | 选举结果               | 参考资料               |
| 选举项目               | 选举范围               | 选区单位               | 第一轮胜出者           | 第一轮胜出者                | 支持率                 | 第二轮胜出者           | 第二轮胜出者                             | 支持率                 | 参考资料               |
| ---------------------- | ---------------------- | ---------------------- | ---------------------- | --------------------------- | ---------------------- | ---------------------- | ---------------------------------------- | ---------------------- | ---------------------- |
| 2017年法國總統選舉     | 法國                   | 市镇                   |                        | 埃马纽埃尔·马克龙           | 27.75%                 |                        | 埃马纽埃尔·马克龙                        | 71.05%                 | [ 20 ]                 |
| 2017年法国立法选举     | 洛特省第二选区         | 市镇                   |                        | 于盖特·蒂耶尼亚             | 38.66%                 |                        | 于盖特·蒂耶尼亚                          | 64.25%                 | [ 20 ]                 |
| 2019年欧洲议会选举     | 法國                   | 市镇                   |                        | 纳塔莉·卢瓦索               | 26.8%                  | （不适用）             | （不适用）                               | （不适用）             | [ 22 ]                 |
| 2021年法国省级选举     | 洛特省                 | 县                     |                        | 尚塔尔·拉卡萨涅 吉勒·列比斯 | 42.18%                 |                        | 维奥莱纳·德尔佩什-弗赖斯 雷吉斯·维勒蓬图 | 50.29%                 | [ 23 ]                 |
| 2021年法国省级选举     | 洛特省                 | 市镇                   |                        | 尚塔尔·拉卡萨涅 吉勒·列比斯 | 50.18%                 |                        | 尚塔尔·拉卡萨涅 吉勒·列比斯              | 56.89%                 | [ 23 ]                 |
| 2021年法国大区选举     | 奧克西塔尼大區         | 市镇                   |                        | 卡萝尔·德尔加               | 30.13%                 |                        | 卡萝尔·德尔加                            | 45.23%                 | [ 24 ]                 |

## 人口
2018年，苏亚克市镇人口数量为3,243，在法国排名第3,399位。其中男性1,562人，女性1,681人，75岁及以上人口占15.5%，外籍人口数量为772人，人口密度为125人/平方公里，当地居民被称为（男性）或（女性）。2019年，苏亚克境内出生22人，死亡人口60人。
| 苏亚克1901年－2019年人口变化情况 |
|                                  |
| 数据来源：Cassini、INSEE         |

## 经济
苏亚克是一个区域性的中心城市。截止2022年3月，苏亚克市镇范围内共有各类用人单位（包含自雇）731家，平均历史为21年，其中98.03%为中小型企业（PME）。（大型零售）、（农产品销售）及（企业咨询）是当地2020年营业额最高的三个企业，分别为40,432,840欧元、11,591,800欧元和2,746,437欧元。

## 财政与居民收入
2020年，苏亚克的财政收入总额为4,207,770欧元，财政支出总额为3,676,230欧元，当年的债务总额为3,464,110欧元。2021年，苏亚克共获得340,752欧元的国家财政补助，比上一年减少了4.07%。
2019年，苏亚克的人均月收入总额为1,870欧元，其中高级职员为3,362欧元，低于法国平均水平（4,230欧元）；中级职员为2,032欧元，低于法国平均水平（2,411欧元）；普通职员为1,636欧元，亦低于法国平均水平（1,740欧元）。
2018年，苏亚克境内的青壮年（15至64岁）失业率为21.6%，当地41.1%的家庭拥有纳税资格，平均纳税1,760欧元，低于法国平均水平（3,910欧元）。

## 社会事务

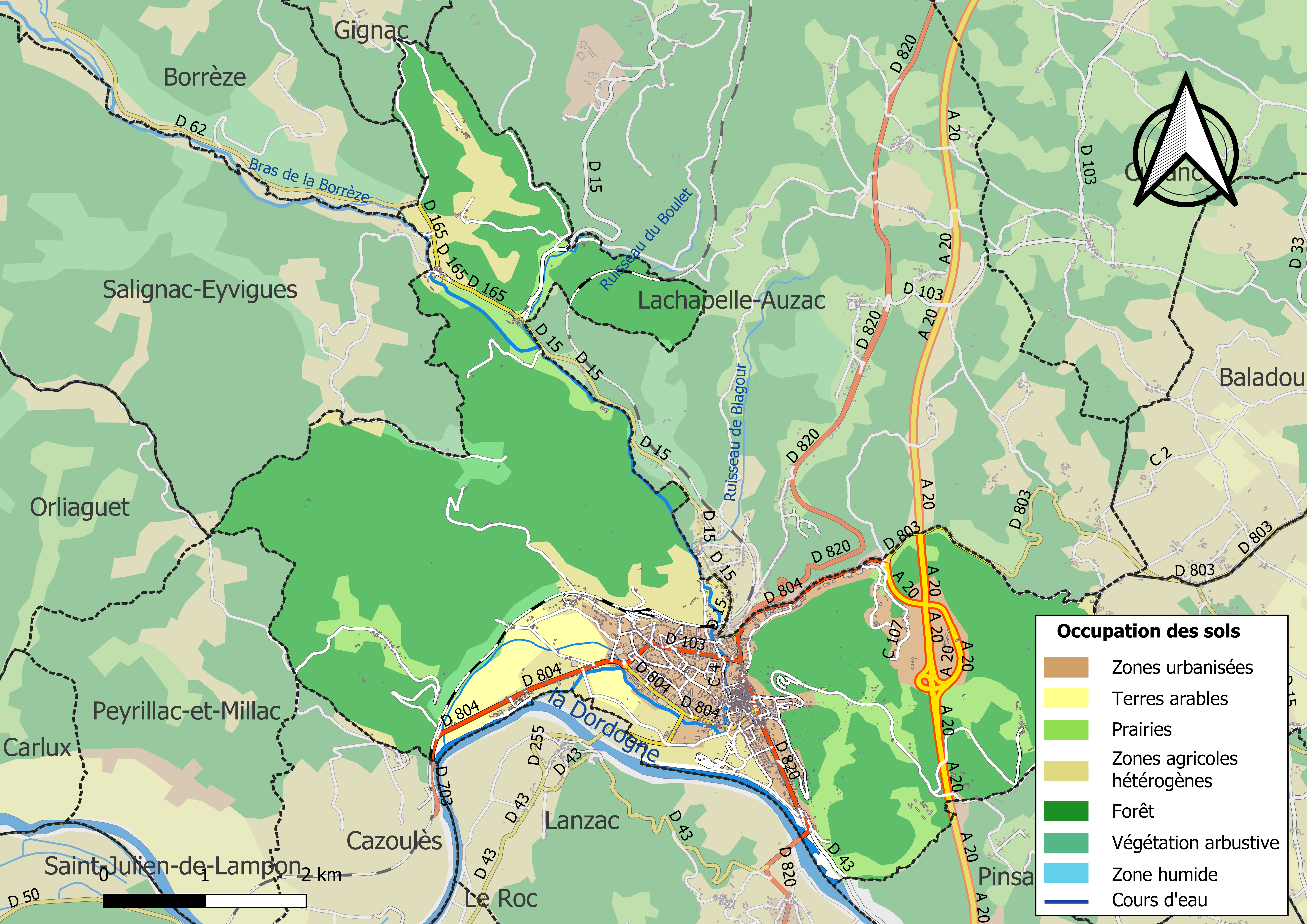
苏亚克土地利用情况地图

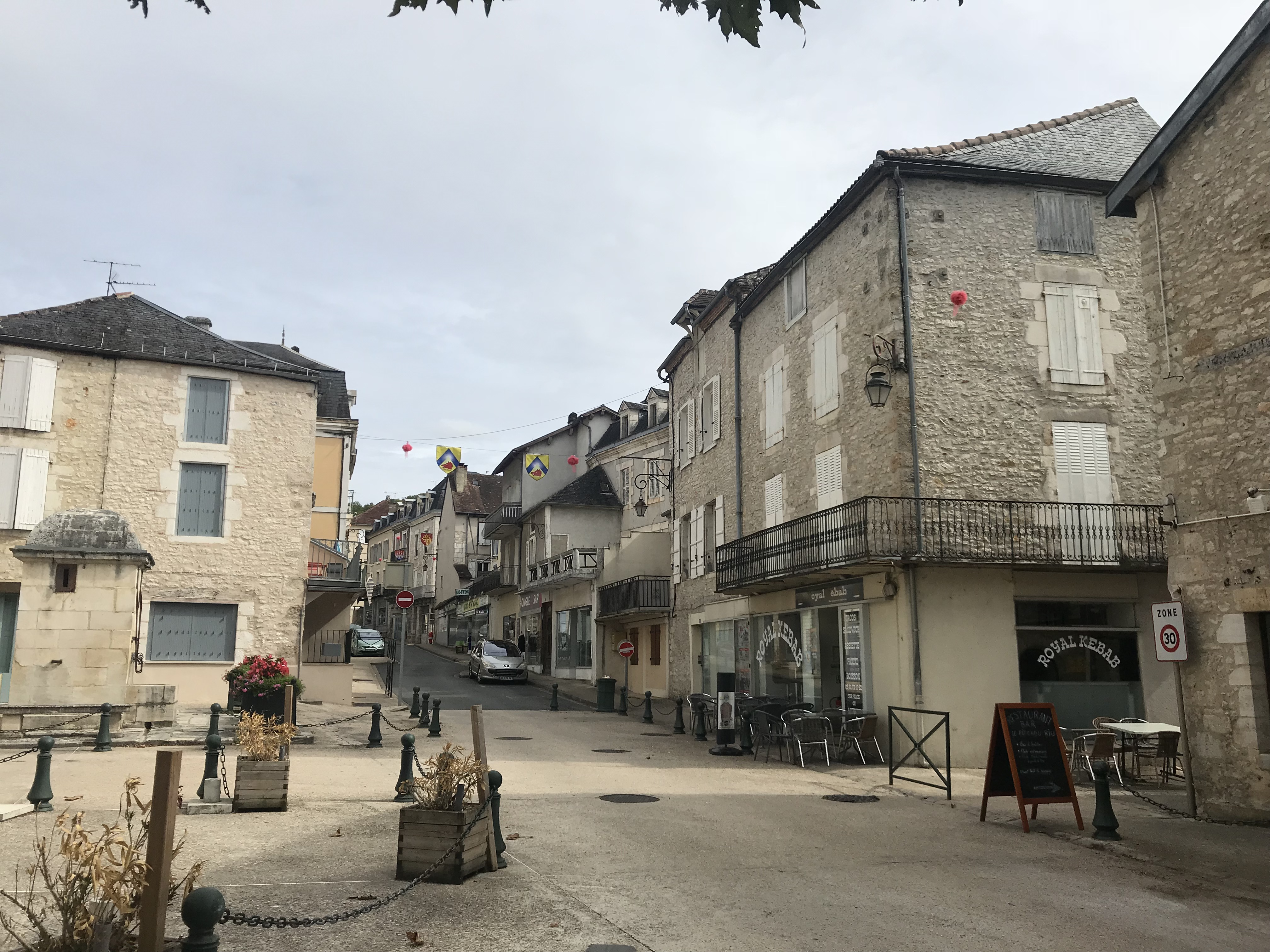
苏亚克镇中心

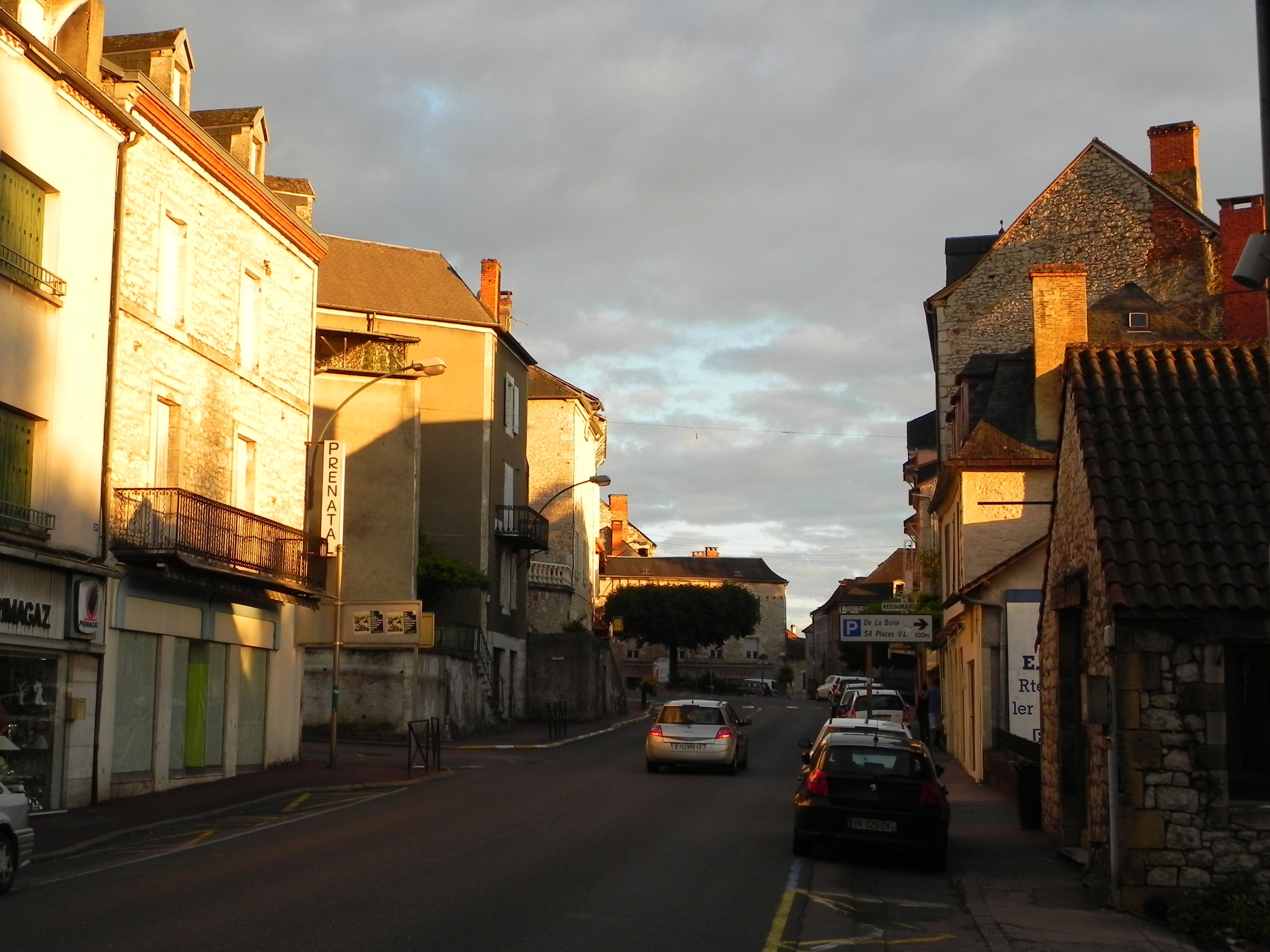
苏亚克街头

### 教育
苏亚克属于图卢兹学区。截止2020年1月1日，苏亚克境内共有1所幼儿园、1所小学、1所初级中学、1所普通高中和1所职业高中。2018至2019学年度，苏亚克境内共有在校中等教育阶段学生685名。

### 医疗
截止2020年1月1日，苏亚克境内共有全科医生7名、保健师6名、牙医5名、护士14名和助产士1名。境内共有药房3家、养老院2家。
距离苏亚克最近的区域性医疗机构为让·库隆中心医院（Centre Hospitalier Jean Coulon），其主病区位于古尔东市区，距离苏亚克市区的正常车程约25分钟，该院设有床位319个，是当地规模最大的公立综合性医院。

### 住房
2018年，苏亚克境内共有各类住房2,555套，其中56.7%为独立式居民区，40.5%为集中式居民区。常住房屋占苏亚克市镇范围内居民建筑总量的69.4%。
在住房保障政策方面，2020年，苏亚克境内共有496户家庭获得了住房经济补助，受益人数占总人口数量的15.3%，其中481份为房租补助。

### 商业
2019年，苏亚克境内共有各类实体商铺152家，其中餐厅28家、大型超市4家、杂货店2家、面包房7家、肉铺4家、书店1家、装饰品店2家、银行门店4家、美容美发店10家、汽车维修店9家。市区西部建有开放式商业街区，有E.Leclerc大型购物商场。

### 体育
2020年，苏亚克境内共有2家游泳池、1间体育馆、1座综合体育场、5处网球场、1处马术场以及1处足球或橄榄球场。
截至2022年4月，苏亚克-克朗萨克-日尼亚克前进俱乐部（Entante Souillac Cressensac Gignac，编号553195）是当地唯一的注册足球俱乐部，该队成立于2007年，其主队2021至2022赛季参加洛特省足球联赛甲组（法国第九级别），其主场为乔治·皮沃德朗球场（Stade Georges Pivaudran）。

### 环境
苏亚克的环境事务由其所属的科斯-多尔多涅河谷市镇公共社区负责。2019年，苏亚克境内暂无污染企业。

### 治安
2019年，苏亚克市镇范围内有1处宪兵队。
苏亚克所在地是警区的管辖范围。2020年，该警区辖区内共Sill87 个市镇累计发生各类案件1,204起，其中盗窃类案件505起，经济类案件216起，毒品交易类案件107起。

## 文化
2020年，苏亚克境内共有1家电影院和1家博物馆。苏亚克市政府提供多媒体中心，向公众全年开放。

### 建筑
苏亚克境内有多处历史建筑，其中圣玛丽修道院、集市大堂等为法国国家文物保护单位。

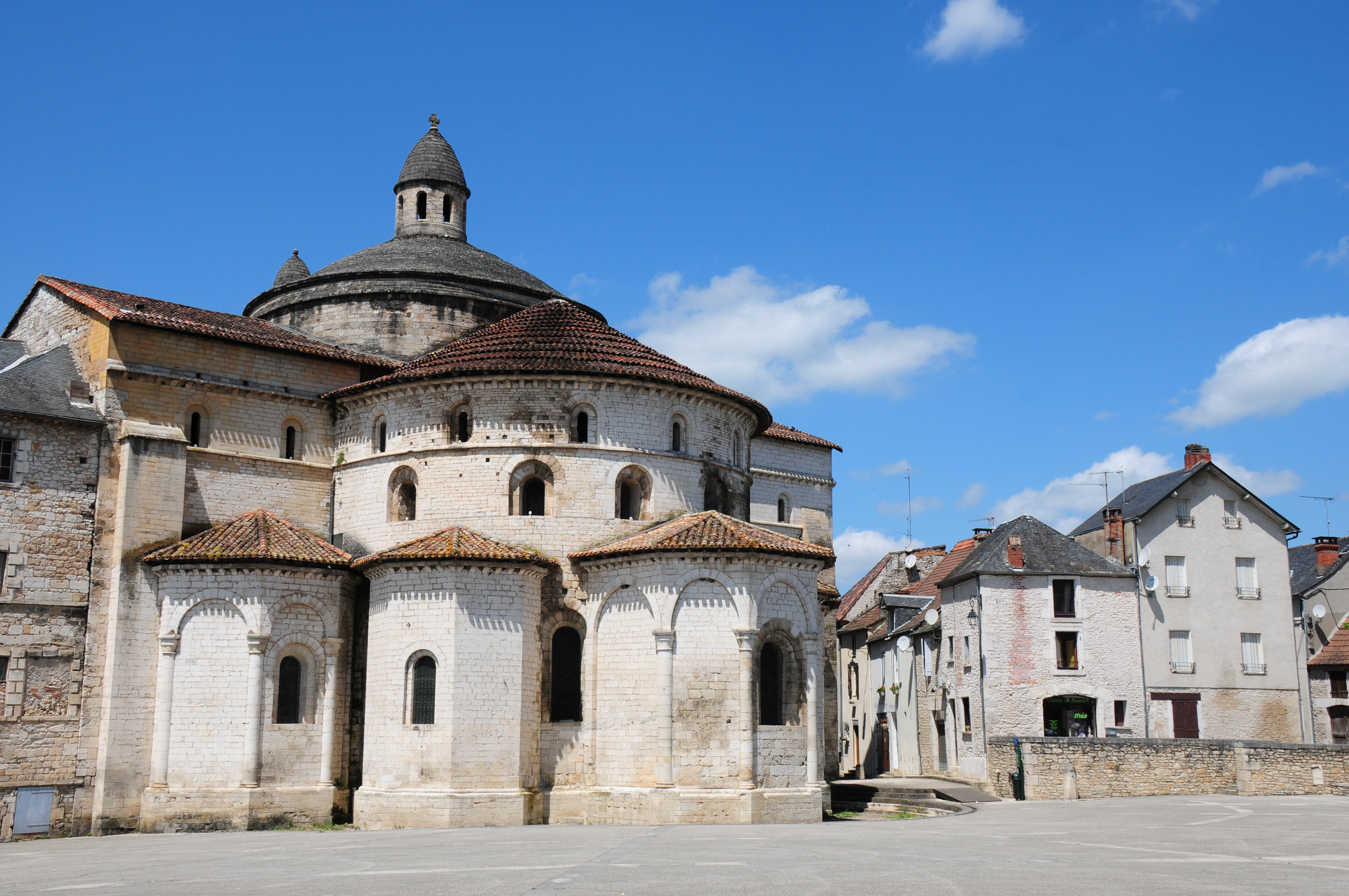
圣玛丽修道院（法语：Abbaye Sainte-Marie de Souillac）
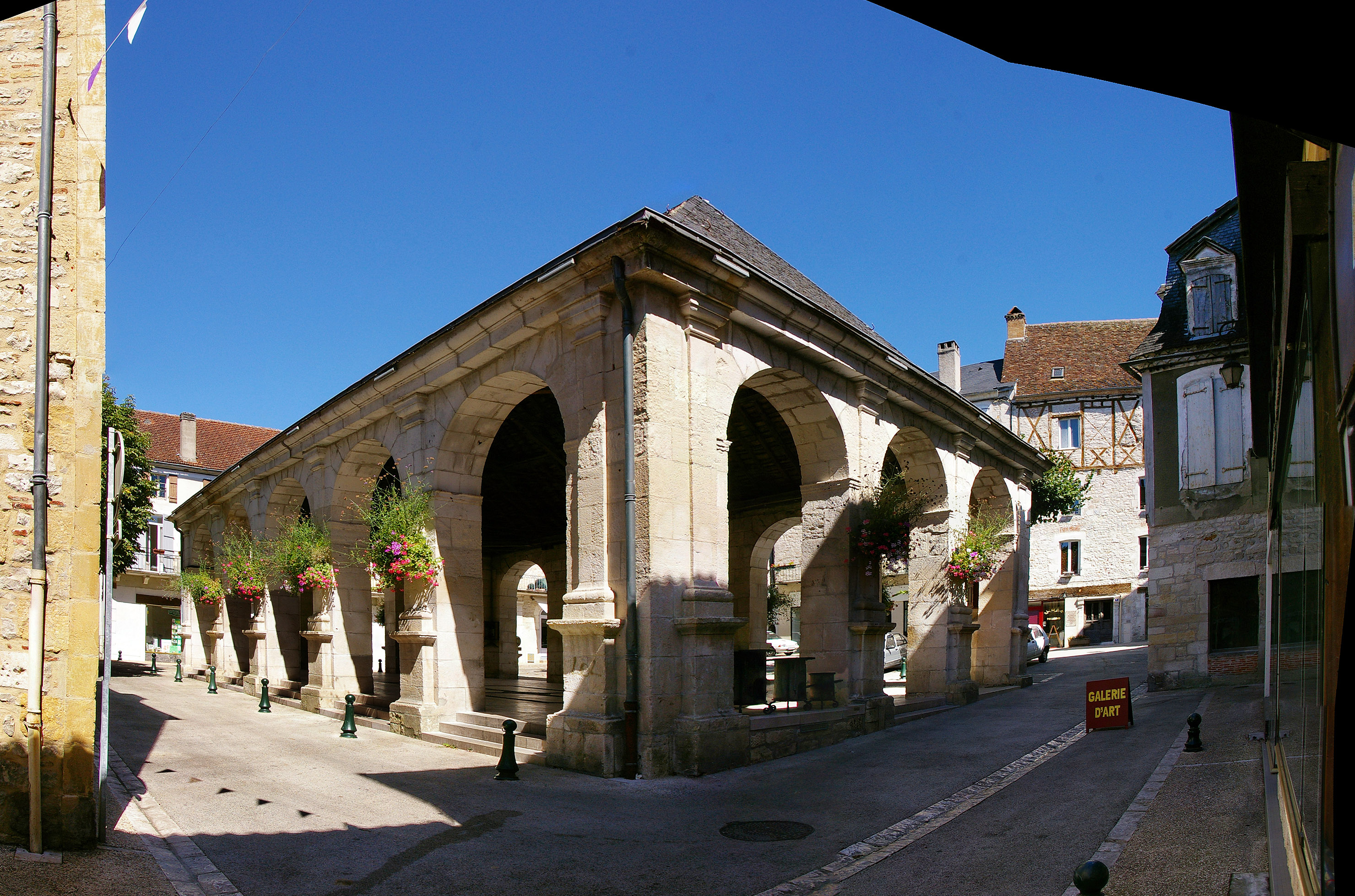
集市大堂（法语：Halle de Souillac）
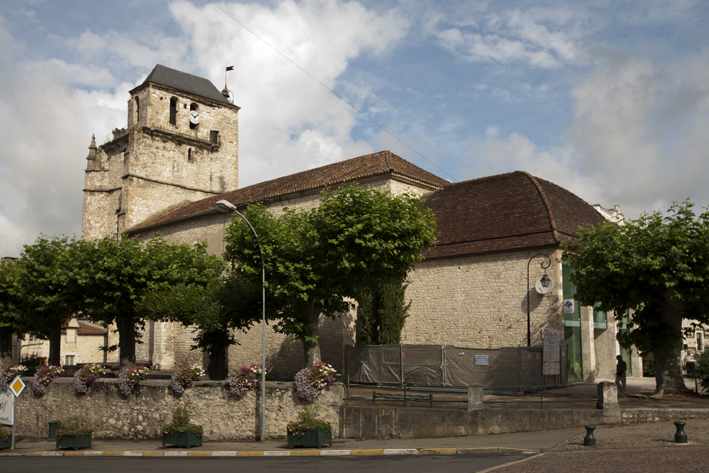
圣马丁教堂（法语：Église Saint-Martin de Souillac）
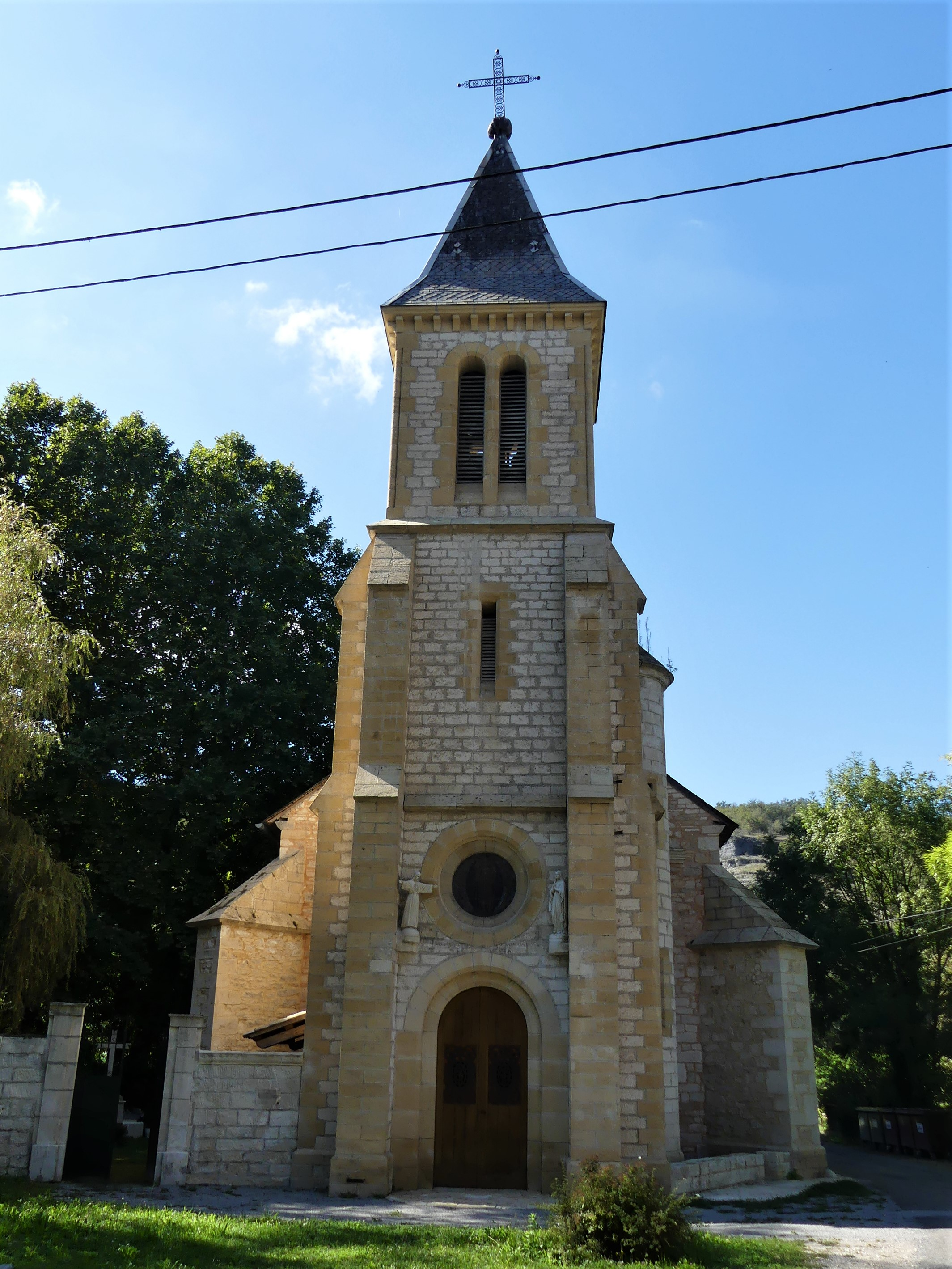
布尔佐勒教堂
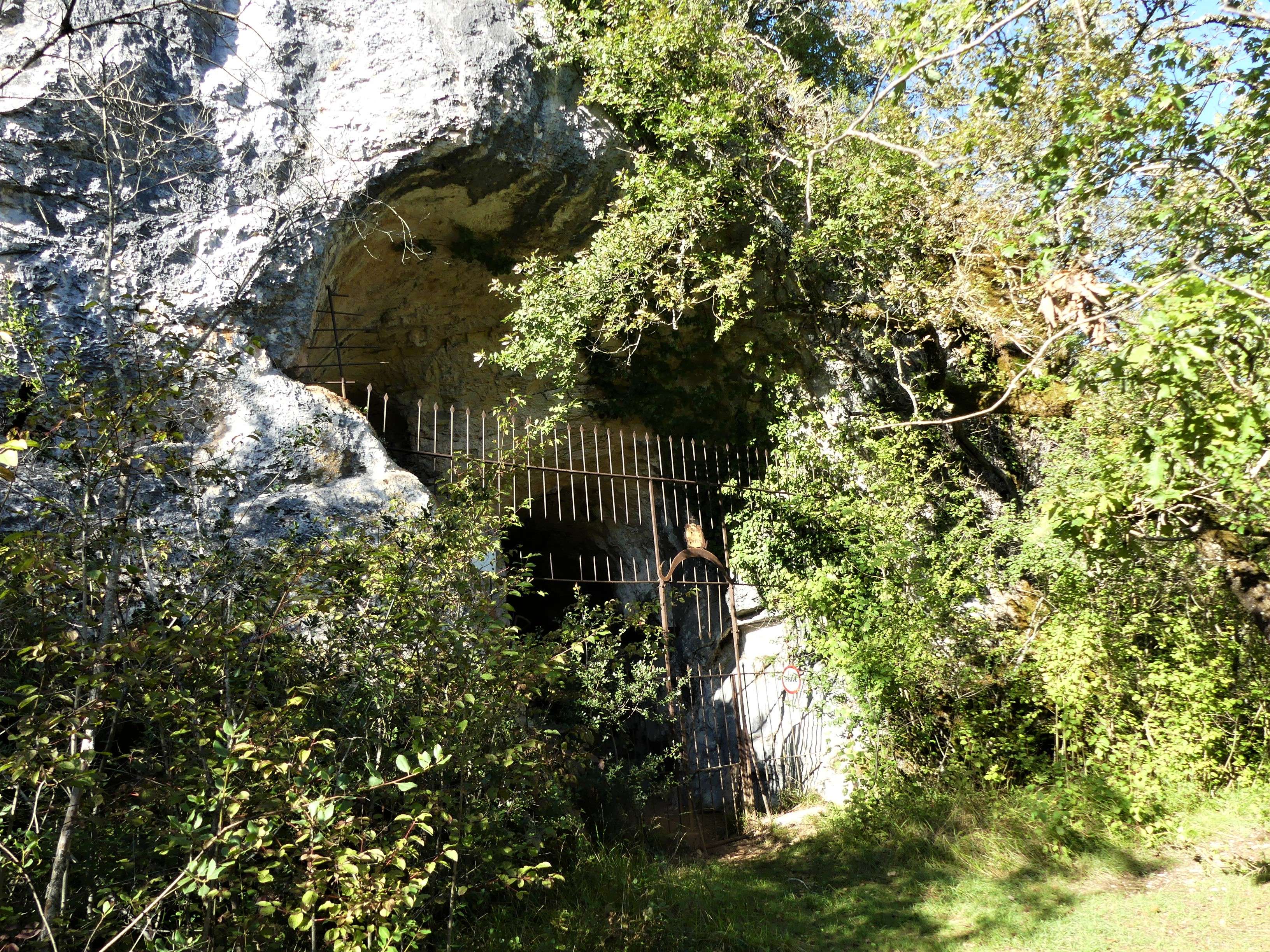
岩洞圣母小教堂
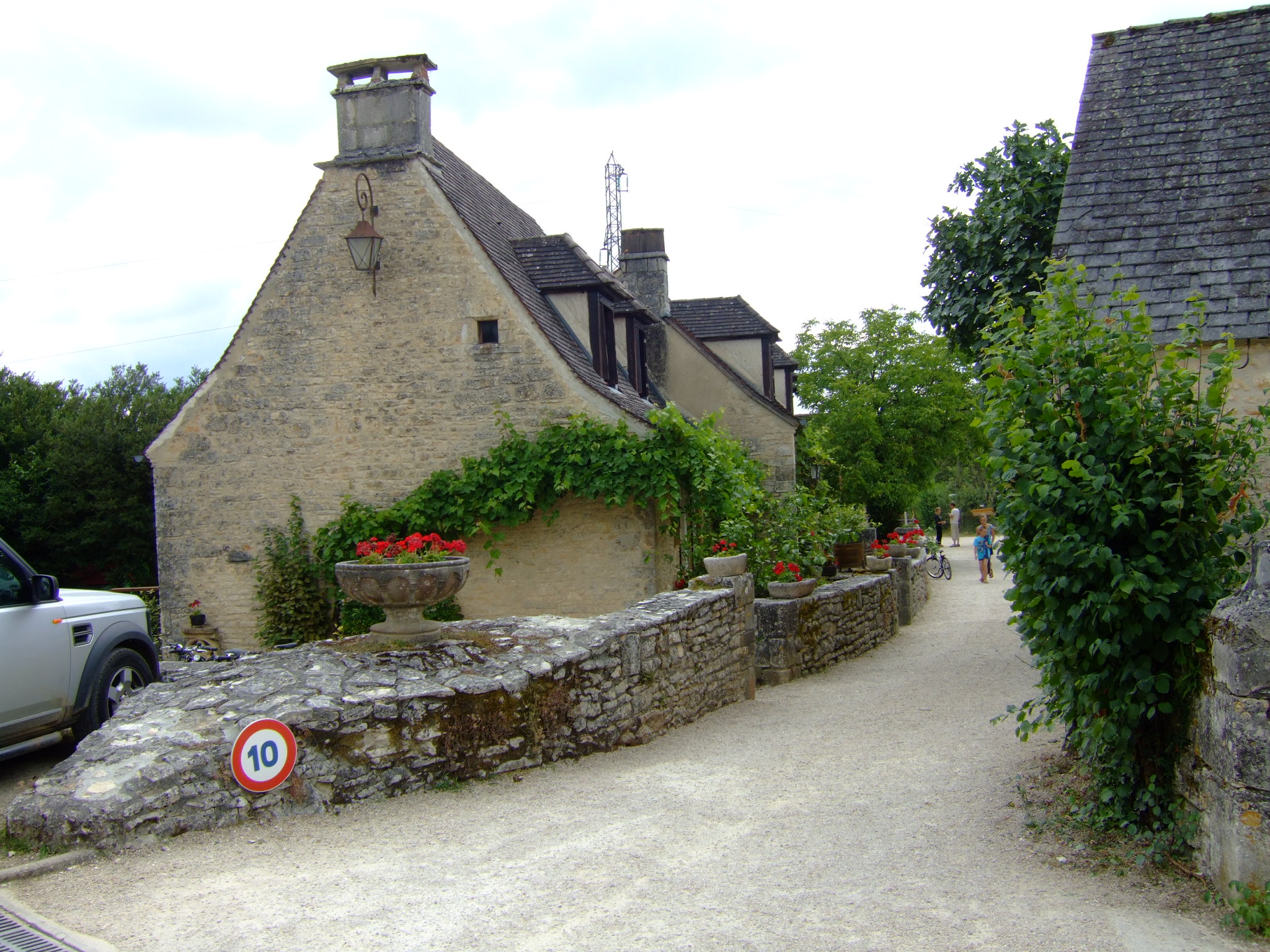
民居
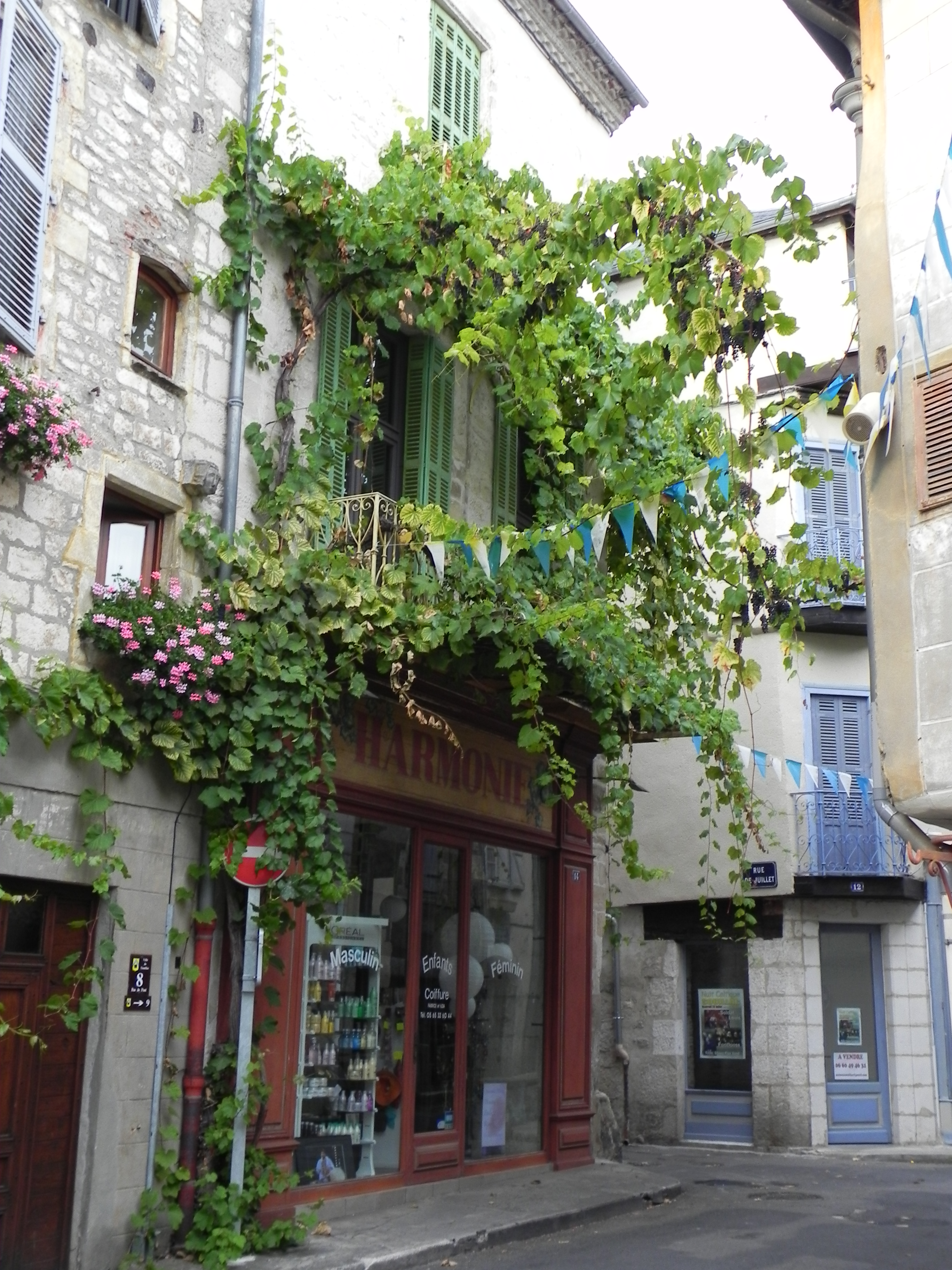
建筑外墙的植物

### 旅游
苏亚克的旅游事务由其所属的科斯-多尔多涅河谷市镇公共社区负责。2021年，苏亚克境内共有8家酒店共计166间房间；另有2个露营地，可容纳共496辆露营车。

### 媒体
法国主要的媒体均可在苏亚克接收，法国电视三台下属的奥克西塔尼大区频道在部分时段播出苏亚克所属区域的地方新闻。《南部追寻》是法国南部的重要地方性报刊媒体，总部位于图卢兹，在卡奥尔设有分支，负责包括苏亚克在内整个洛特省的发行。

## 相关人物
法国体育记者罗歇·库代尔克出生于苏亚克

## 友好城市
截至2022年4月，苏亚克共与一座城市互为友好城市关系：
- 模里西斯 苏亚克